# Entephria catochra
Entephria catochra là một loài bướm đêm trong họ Geometridae.